# Stoliczia changmanae
Stoliczia changmanae is een krabbensoort uit de familie van de Potamidae. De wetenschappelijke naam van de soort is voor het eerst geldig gepubliceerd in 1988 door Ng.